# Era messiànica
L'era messiànica és un concepte associat a diverses religions per referir-se a un període on deixarà d'existir el mal al món i hom viurà sense pobresa, en pau i harmonia, usualment després de la vinguda d'un Messies.
Segons els jueus aquesta era esdevindrà en algun moment abans de l'any 6000 des de la creació, és a dir, abans de l'any 2230. Aquesta data ve pel paral·lelisme establert entre els set dies de la creació, on el darrer és de descans de Déu, i els mil·lennis de la humanitat (el darrer mil·lenni o setè serà sense treballs o patiment).
Per al cristianisme Jesús és el messies que porta justament el missatge d'amor universal, iniciant una nova era de la història que acabarà amb la seva segona vinguda o parusia. Aquest moment coincideix amb la fi del món o apocalipsi, per al qual no es donen dates precises.
Els musulmans asseguren que l'era messiànica s'iniciarà quan els profetes reunits tornin a la Terra per vèncer el dimoni en una batalla que també implicarà la fi del món.